# Jorge Alarte
Jorge Alarte Gorbe (Alacuás, 19 de octubre de 1973) es un político español, secretario general del Partit Socialista del País Valencià-PSOE desde el 27 de septiembre de 2008 hasta el 31 de marzo de 2012.

## Biografía
Jorge Alarte es licenciado en Derecho por la Universidad de Valencia.
Durante su estancia en el Instituto de Bachillerato de Alacuás, actualmente denominado Instituto Faustí Barberá, se iniciaría en la actividad del sindicalismo estudiantil. Participó en la fundación de una asociación de estudiantes en el propio centro, formando parte del Consejo Escolar del mismo. Más tarde, formó parte del Consejo Escolar Municipal de Alacuás, como representante de los estudiantes.
Toda esta implicación en el sindicalismo estudiantil posibilitó que desde 1990 fuera miembro del Consejo Escolar Valenciano, y en 1991 sería elegido secretario general de la F.A.A.V.E.M. (Federación Valenciana de Alumnos de Enseñanza Media). Entre 1993 y 1995 es elegido por los estudiantes de la Facultad de Derecho como miembro del claustro y de la Junta de Gobierno de la Universidad de Valencia.

## Trayectoria política
En 1994 ingresó en el PSPV-PSOE. En 1995 tomó posesión de la concejalía de juventud del ayuntamiento de Alacuás, desde la cual impulsaría la creación del primer centro de información juvenil en Alacuás, pionero en su momento en la Comunidad Valenciana, tanto por la cantidad de servicios prestados como su modelo de gestión. También impulsó la creación del Festival de Rock de Alacuás, también denominado como FRA (http://www.festifra.net). Es de señalar que este festival fue el primero en ser gratuito en toda la Comunidad Valenciana.
Jorge Alarte encabezó la lista del PSPV-PSOE de Alacuás en las Elecciones municipales de España de 1999, en las que consiguió la mayoría absoluta de los votos de sus conciudadanos. Tomó posesión como alcalde el 3 de julio de 1999, compatibilizándolo con su condición de secretario ejecutivo del PSPV-PSOE y de presidente de la Comisión de Asuntos Europeos de la Federación Valenciana de Municipios y Provincias.
Durante su primera legislatura impulsó el paso a titularidad pública del Palacio - Castillo de Alacuás, declarado monumento nacional en 1918, y que se encontraba en manos privadas, para convertirlo en un centro cultural. Otras actuaciones a destacar fueron el inicio de los trabajos de construcción de una residencia para la tercera edad, y un centro de día, puesta en marcha del "passatge", el espacio público de recursos para jóvenes más grande de la Comunidad Valenciana, la rehabilitación del Ateneo, junto con la reforma de la sede social de la Unió Musical d'Alacuás, la escuela de música y la construcción del nuevo auditorio.
En las Elecciones municipales de España de 2003, celebradas el 25 de mayo, Jorge Alarte se presentó también como cabeza de lista del PSPV-PSOE, volviendo a ganar por mayoría absoluta. Señalar el acto simbólico de celebrar el pleno de posesión como alcalde en el Palacio - Castillo de Alacuás. Volvió a ganar por mayoría absoluta las Elecciones municipales de España de 2007, celebradas el 27 de mayo.

## Secretario general del PSPV-PSOE
Tras la renuncia de Joan Ignasi Pla como secretario general del PSPV-PSOE, Jorge Alarte anunció su intención de presentarse como candidato a la secretaría. Su lema de campaña fue De una vez por todas, cambio. Con ella señalaba que para ganar al Partido Popular, el PSPV-PSOE debía abordar una profunda renovación de ideas y personas.
Alarte fue elegido secretario general del PSPV-PSOE en la celebración del 11º congreso celebrado en Valencia entre el 26 y el 28 de septiembre de 2008. Obtuvo un total de 282 votos, frente a los 262 de su opositor, Joaquim Puig, alcalde de Morella. En el discurso pronunciado tras la elección, afirmó: «que no se engañe nadie, el debate real es si continuamos como en los últimos 15 años o somos valientes y apostamos por el cambio [...] Si hacemos la componenda de siempre y el reparto del poder o pasamos página».
En julio de 2009 dimite como alcalde de Alacuás para dedicarse plenamente a la dirección del PSPV-PSOE. Se presentó como candidato a las elecciones autonómicas del 22 de mayo de 2011, obteniendo su candidatura 33 diputados en las Cortes Valencianas, siendo elegido diputado. 
Durante el XII Congreso celebrado en Alicante en marzo de 2012, los delegados socialistas no aprobaron la gestión de su ejecutiva y perdió la secretaría general en favor de Ximo Puig, con el cual se había enfrentado en el anterior congreso. Sus detractores le acusaron de ser el responsable político de los negativos resultados electorales y la pérdida de 8.000 militantes durante su mandato. Días después dimitió de su cargo de Síndic del grupo socialista en las Corts Valencianes.